# Orangekragad eldvävare
Orangekragad eldvävare (Euplectes gierowii) är en fågel i familjen vävare inom ordningen tättingar.

## Utseende och läte
Orangekragad eldvävare är en stor medlem av släktet Euplectes. Häckande hane är orangeröd och svart, större än svartvingad eldvävare med svart övergump och svart hjässa. Hona och hane utanför häckningstid är bruna och streckade, mycket lika ett antal andra eldvävare, men kan kanske särskiljas genom påfallande mörk fjäderdräkt, kraftigt streckad rygg och streckat bröst samt större storlek. Sången består av en serie med torra och sträva toner.

## Utbredning och systematik
Orangekragad eldvävare delas in i tre underarter med följande utbredning:
- E. g. ansorgei – Kamerun till Etiopien och västra Kenya
- E. g. friederichseni – sydvästra Kenya till norra och centrala Tanzania
- E. g. gierowii – norra Angola till sydvästra Demokratiska republiken Kongo

## Status
Arten har ett stort utbredningsområde och beståndet anses stabilt. Internationella naturvårdsunionen IUCN listar den därför som livskraftig (LC).

## Namn
Fågelns vetenskapliga artnamn hedrar Paul Gierow, tysk upptäcktsresande och samlare verksam i Angola 1877-1879.